# 나비아아과
나비아아과(navia亞科, 학명: Navioideae 나비오이데아이[*])는 파인애플과의 아과이다.

## 하위 분류
- 나비아속(Navia Schult. & Schult.f.)
- Cottendorfia Schult. & Schult.f.
- Sequencia Givnish
- Steyerbromelia L.B.Sm.